# Borchówka
Borchówka – wieś położona w województwie łódzkim, w powiecie łódzkim wschodnim, w gminie Nowosolna, na terenie Parku Krajobrazowego Wzniesień Łódzkich. W 2021 we wsi mieszkało 632 osób.
W latach 1975–1998 miejscowość administracyjnie należała do ówczesnego województwa łódzkiego.

## Środowisko naturalne
Część terenu wsi wchodzi w skład Parku Krajobrazowego Wzniesień Łódzkich, m.in. otoczony lasem kompleks stawów hodowlanych, a także ciek Borochówka stanowiący dopływ Moszczenicy. W środkowym odcinku doliny Borchówki znajdują się również fitocenozy lasów łęgowych (tzw. Łęgi w dolinie Borchówki).
Na terenach wsi wchodzących w skład Parku Krajobrazowego Wzniesień Łódzkich jako jedynych w parku odnotowano obecność samotnika. Są w tych okolicach obecne również rzadko spotykane nocki wąsatki, słonki oraz pójdźki.